# Deutsch-Luxemburgisches Schengen-Lyzeum Perl
Das Deutsch-Luxemburgische Schengen-Lyzeum (kurz: SLP) ist eine grenzüberschreitende weiterführende Schule in Perl, die gemeinsam von Luxemburg und dem Saarland entworfen wurde und getragen wird. Sie befindet sich im Dreiländereck zwischen Deutschland, Luxemburg und Frankreich und ist die einzige deutsch-luxemburgische Schule weltweit.

## Geschichte
Eine Kommission unter Vorsitz von Jacques Santer stellte beim 7. Gipfel der Großregion am 30. Juni 2003 in Saarbrücken ein „Zukunftsbild 2020“ vor. Darin stand auch die Konzeption eines neuen großregionalen Schultyps, der die Entwicklung der Mehrsprachigkeit vorantreiben, von einer multinationalen Lehrer- und Schülerschaft geprägt sein und über eigens entwickelte europäische Curricula verfügen sollte.
Eine Arbeitsgruppe mit Experten aus den Bereichen Pädagogik und Schulorganisation sowie Juristen der saarländischen und luxemburgischen Ministerien, Vertreter des luxemburgischen und des saarländischen Bildungsministeriums und des Landkreises Merzig-Wadern setzte sich ab dem 24. Mai 2005 unter der Leitung von Bernd Schröder regelmäßig zusammen, um ein Abkommen zur Gründung der Schule sowie Finanz- und Verwaltungsvereinbarungen für das Projekt zu erarbeiten. Zwischen dem 30. Juni 2006 und dem 19. September 2006 stimmten die Luxemburger Regierung, der Kreistag von Merzig-Wadern, die saarländische Landesregierung sowie die deutsche Bundesregierung dem Abschluss des Abkommens zu.
Am 4. Dezember 2006 unterzeichneten der damalige Luxemburger Premierminister Jean-Claude Juncker, der saarländische Ministerpräsident Peter Müller, die Landrätin des Kreises Merzig-Wadern Daniela Schlegel-Friedrich, die Ministerin für Bildung und Berufsausbildung Mady Delvaux-Stehres sowie der Minister für Bildung, Kultur und Wissenschaft Jürgen Schreier in der römischen Villa Borg die Vereinbarungen.
Die Schule nahm am 27. August 2007 ihren Betrieb auf mit insgesamt 130 Schülern der Klassenstufe 5 (davon 100 mit Wohnort im Saarland und Rheinland-Pfalz, 28 mit Wohnort Luxemburg und 2 aus Frankreich) im Gebäude der ehemaligen Konrad-Adenauer-Schule Perl.
Am 12. Januar 2009 erfolgte die offizielle Grundsteinlegung für den neuen Teil des Gebäudes.
Der Erweiterungsbau wurde im Frühjahr 2010 fertiggestellt, 2011 endete der zweite Bauabschnitt. Der Bau kostete rund 25 Millionen Euro.
Während das Schengen-Lyzeum kontinuierlich weiter wuchs, lief das Modell der Erweiterten Realschule gleichzeitig aus. Im Schuljahr 2011/2012 machten die letzten Schüler nach dem 10. Schuljahr dort den Mittleren Bildungsabschluss.
Parallel konnten zum gleichen Zeitpunkt erstmals 13 Schüler des Schengen-Lyzeums ihren Hauptschulabschluss nach dem 9. Schuljahr machen.
Im darauffolgenden Schuljahr 2012/2013 erreichten die ersten 36 Absolventen den Mittleren Bildungsabschluss am Schengen-Lyzeum. Das erste Abitur im Frühjahr 2015 legten 59 Schüler und Schülerinnen ab.
Am 29. Januar 2010 wurde der Partnerschaftsvertrag mit dem Collège Charles de Gaulle in Sierck-les-Bains von den beiden damaligen Direktoren Volker Staudt und Jacques Bellini unterzeichnet.
Ein besonderes Ereignis am Schengen-Lyzeum war der Besuch des deutschen Bundespräsidenten Joachim Gauck und des Großherzogs Henri von Luxemburg anlässlich eines Staatsbesuches am 4. November 2014.

## Schule in Zahlen
- 56 Klassenräume
- 33 Funktionsräume
- 21 Verwaltungsräume
- 33 Gemeinschafts- und Ganztagsräume
- 27 Technik und Nebenräume
- Grundstücksfläche 19.000 m²
- Bebaute Fläche: 5.500 m²
- Bruttorauminhalt (BRI): 56.470 cbm³
- Bruttogrundfläche (BGF): 13.770 cbm³

## Leitbild
„Zwei Länder – eine Schule: Das Leitbild des Deutsch-Luxemburgischen Schengen-Lyzeums orientiert sich an dieser Aussage und gibt grundsätzliche Richtlinien für die Gestaltung der Schule vor. Unsere Schule im Herzen Europas ist dem europäischen Gedanken verpflichtet und soll demzufolge die Schüler befähigen in diesem Europa leben und arbeiten zu können. Eigenständiges Lernen und die Entwicklung zu selbständig denkenden und handelnden Persönlichkeiten sind die Grundlagen dazu. Das gilt nicht nur im Unterricht, sondern auch im täglichen Umgang in unserer Ganztagsschule. Teamarbeit innerhalb der Schule und ihre Öffnung nach außen symbolisieren die in die Zukunft weisende Ausrichtung des Schengen-Lyzeums.“

## Bildungsabschlüsse
Das Schengen-Lyzeum als Tor zu Europa orientiert sich an den Schulstandards des Großherzogtums Luxemburg und der Bundesrepublik Deutschland. Lehrpläne und Prüfungen sind aufeinander abgestimmt. Sie ermöglichen es nach Abschluss der Schule beruflich in beiden Ländern Fuß zu fassen.

## Auswahl an Angeboten und außerschulischen Aktivitäten
Kulturelle Aktivitäten
- Schulorchester und Schulchor
- Frühlings- und Weihnachtskonzert
- Schultanztheater
- I-Do
- Lesepaten
- Traditionen und Feste im Schuljahresverlauf
- Weinlese
- Austauschprogramme

Klassenfahrten 
- Klassenstufe 5: Großregion
- Klassenstufe 7: BENELUX, Deutschland und Frankreich
- Klassenstufe 9: Europa
- Klassenstufe 11: selbstgeplante Studienfahrt Schulpartnerschaften mit Polen, Frankreich, Russland Erasmus+ Austauschfahrten
- Classe de Neige (Klassenstufe 6 und 8; Skifahren)
- Classe de Mer (Klassenstufe 10 und 11, Surfen)

Sportangebote
- Spendenlauf / Charity-Lauf,
- Teilnahme Relais pour la Vie
- Spiel und Sportfest
- Sportliche Angebote während der Mittagszeit
- Anfängerschwimmkurs
- Triathlon- und Tanz-AG
- Sportförderung und Teilnahme an Wettkämpfen

Soziale Aktivitäten
- Schülermediatoren
- Schulbusbegleiter
- Schulsanitäter
- Medienscouts
- Schülerpatenschaften
- Lernpaten
- Tierschutz Gruppe
- FairTrade-Gruppe
- Fahrrad-Werkstatt

Pädagogische Betreuung
- Tutoren
- Innere Differenzierung im Fachunterricht nach heterogenen oder homogenen Gruppen / Team-Teaching und Trainingsstunden
- Lernen lernen als eigenständiges Fach in den Klassen 5–9 und Methodencurriculum
- Fachförderung in Deutsch, Französisch, Mathematik, Englisch für die Klassenstufe 5–9
- Studienzeit: tägliche Studier- und Hausaufgabenzeit für alle Klassen
- Unterstützung außerhalb des Unterrichts wie Hausaufgabenhilfe, Lernbüros, Lernpaten, Lernberatung, Konzentrationstraining, Organisationsberatung strukturiertes Arbeiten
- Vertrauenslehrer